# Crkva Očišćenja BDM u Dolu na Braču
Crkva Očišćenja Blažene Djevice Marije, crkva u Dolu, općina Postira, zaštićeno kulturno dobro

## Opis dobra
Pročelje s izvijenim polukružnim zabatom i arhitektonskom plastikom u baroknoj tradiciji podignuto je 1866. Glavni ulaz na jugoistoku s polukružnim završetkom flankiran je prozorima u obliku rozete s prošupljenim četverolistom. U osi je veća rozeta s dva uspravna prozora sa strana, a nad bogato profiliranim vijencem je visoki zabat s četvorolistom u sredini i postoljima na uglovima. Na istočnoj strani je zvonik s jednostavnom ložom i četverostrešnim krovom. Jednobrodna građevina artikulirana je plitkim pilastrima na bočnim zidovima te bogato profiliranim vijencem, atikom i ravnim stropom s gušom i vijencem u podanku u klasicističkoj tradiciji. Oslikana je plavim i smeđim marmoriziranjem.

## Zaštita
Pod oznakom Z-4997 zavedena je kao nepokretno kulturno dobro - pojedinačno, pravna statusa zaštićena kulturnog dobra, klasificirano kao "sakralna graditeljska baština".